# 马尔希河畔霍厄瑙
马尔希河畔霍厄瑙（德語：Hohenau an der March）是奥地利下奥地利州根瑟恩多夫县的一个市镇。总面积23.37平方公里，总人口2768人，人口密度118.4人/平方公里（2005年）。马尔希河畔霍厄瑙附近為奥地利、 捷克及斯洛伐克的三國邊界。